# قعقاع بن عمرو
قعقاع بن عمرو بن مالک تیمی یکی از جنگجویان صدر اسلام بود.

## دوران خلافت ابوبکر
قعقاع پس از مرگ محمد مدتی از پیروان زنی به نام سجاح (یکی از افرادی که پس از محمد ادعای نبوت کرده بودند) شد. پس از آن به عنوان یکی از فرماندهان ارشد لشکر خالد بن ولید در سال ۱۱ هجری/۶۳۲ میلادی در جنگ بزاخه شرکت جست. پس از فتح حیره، قعقاع فرمانده لشکری بود که سپاه ایران را شکست داد و شهر انبار را در سال ۱۲ هجری/۶۳۳ میلادی به تصرف درآورد.

## دوران خلافت عمر
در رجب ۱۳ هجری/اوت-سپتامبر ۶۳۵ میلادی وی در فتح دمشق شرکت داشت و در سال بعد فرمانده سواره نظام سپاه مسلمانان در جنگ یرموک بود. قعقاع در جنگ قادسیه مشارکتی برجسته داشت، گرچه به‌طور دائم در جنگ فعال نبود. او از جنگجویانی بود که در فتح مدائن بسیار شهامت از خود نشان دادند. قعقاع احتمالاً فرمانده طلایه سپاه مسلمانان در جنگ جلولا در سال ۱۶ هجری/۶۳۷ میلادی بوده‌است. قعقاع همچنین پادگانی در شهر حلوان تأسیس نمود. او در فتح نهاوند در سال ۲۱ هجری/۲-۶۴۱ میلادی شرکت داشت.
قبل از جنگ جمل، قعقاع از طرف علی به بصره رفت تا با طلحه و زبیر مذاکره نماید. پس از جنگ جمل، قعقاع مقیم کوفه گردید.

## شخصیت قعقاع
قعقاع شخصیتی مورد علاقه و پهلوان گونه بوده و به عنوان یک شاعر نیز مطرح بوده‌است. تعدادی از اشعارش که به تمجید از «شاهکارهای جنگی اش» می‌پردازد، امروزه به ما رسیده است.